# Gerhard Wahrig
Gerhard Wahrig (10. května 1923 Burgstädt, Sasko – 2. září 1978 Wiesbaden) byl německý jazykovědec a především lexikograf. Zabýval se také sémantikou a gramatikou.
Jeho nejvýznamnějším dílem je Deutsches Wörterbuch (Německý slovník, nazývaný také Der Wahrig, 1. vydání z roku 1966).